# Вахдаттийе
Вахдаттийе (перс. وحدتيه‎) — город на юге Ирана, в провинции Бушир. Входит в состав шахрестана Дештестан. На 2006 год население составляло 11 023 человека; в национальном составе преобладают персы, в конфессиональном — мусульмане-шииты.

## География
Город находится в северной части Бушира, на равнине Гермсир, между побережьем Персидского залива и хребтами юго-западного Загроса, на высоте 89 метров над уровнем моря.
Вахдаттийе расположен на расстоянии приблизительно 70 километров к северо-востоку от Бушира, административного центра провинции и на расстоянии 680 километров к югу от Тегерана, столицы страны.